# БЖ (видання)
БЖ — інтернет-видання про міську культуру, урбаністику та події, що відбуваються в столиці. Запущене як онлайн-журнал про стиль життя в Україні 3 липня 2015 року в партнерстві з «Українською правдою», проданий чеському консалтинговому холдингу Accord Group наприкінці 2018 року та викуплений українською торгово-промисловою групою Fozzy Group.

## Назва та логотип
Назва видання це абревіатура російської назви столичної вулиці Великої Житомирської (рос. Большая Житомирская), але творці видання розшифрували її також як «больше жизни» (укр. Більше життя). Логотипом видання є алюзія його назви, стилізована через інтерпункт як «Б•Ж», де в літеру Б інтегровано ліхтар.

## Історія
Цифровий міський журнал був заснований 2015 року як підпроект «Української правди» про міську культуру з часткою в 50% у спільному володінні з його співзасновниками, медіа-менеджерами Анною Григораш, Антоном Онуфрієнко та Іриною Грищенко. Початково позиціонувався як портал що в основному зосереджений на новинах з Києва, Львова та Одеси.
БЖ створювали не маркетологи або менеджери з продажу, а журналісти.— говорив співзасновник БЖ Антон Онуфрієнко в інтерв'ю виданню Bazilik Media.
У 2018 році видання стало власністю чеської холдингової компанії Accord Group. Як зазначив керівник проекту Антон Онуфрієнко, він з командою спілкувалися з кількома потенційними інвесторами, шукаючи партнера, якому було б цікаво інвестувати у медіа, Accord Group викупили 100% «БЖ». Компанія інвестувала у розширення команди. Одразу після операції видання відкрило кілька вакансій. Після придбання тематика видання не змінилася, натомість було розширено роботу зі спецпроектами.
У 2022 році стало відомо що Fozzy Group непублічно придбала видання.